# Karl Schneider-Pungs

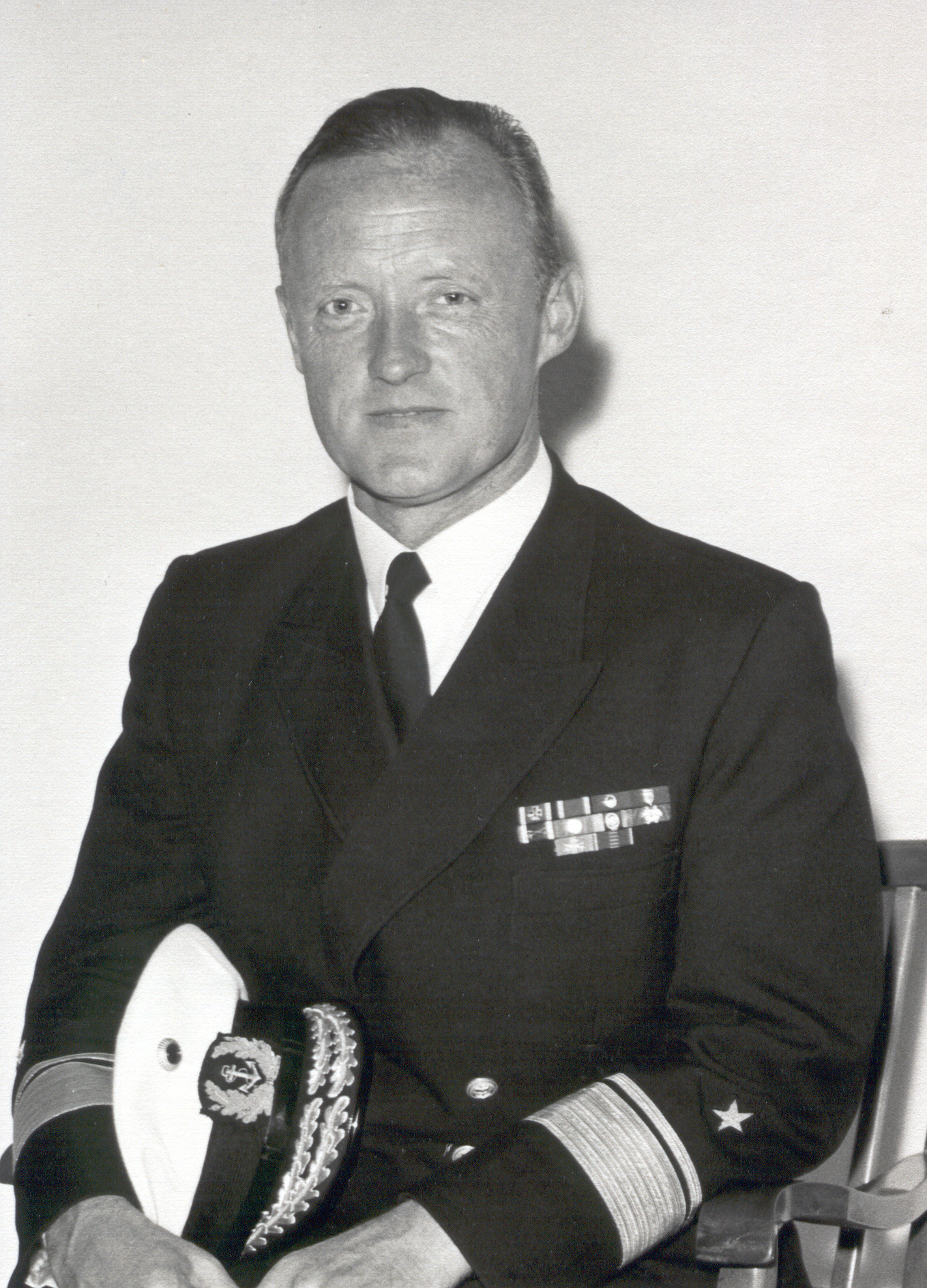
Flottillenadmiral Dr. Schneider-Pungs (1962)

Karl Schneider-Pungs (* 31. Juli 1914 in Daaden; † 22. September 2001 in Cannes) war ein deutscher Marineoffizier, zuletzt als Konteradmiral der Bundesmarine.

## Leben
Schneider-Pungs trat am 1. April 1934 als Offizieranwärter in die Reichsmarine ein und begann seine Ausbildung einschließlich eines Bordpraktikums bei der internationalen Seekontrolle im Spanischen Bürgerkrieg, bevor er im März 1937 die Offizierausbildung an der Marineschule Mürwik in Flensburg-Mürwik mit der Seeoffizierhauptprüfung abschloss.
Im Oktober 1937 wurde Schneider-Pungs, inzwischen zum Leutnant zur See befördert, als Torpedo- und Wachoffizier auf den gerade in Dienst gestellten Zerstörer Z 2 Georg Thiele versetzt. Nach der Erprobung unternahm das Schiff mehrere Reisen und war bei Wiedereingliederung des Memellandes in das Deutsche Reich anwesend. Nach Ausbruch des Zweiten Weltkriegs leistete es Vorpostendienst vor der deutschen Küste.
Am 1. April 1940 wurde Schneider-Pungs Gruppenoffizier an der Marineschule Mürwik. 1941 wurde er Kommandant eines Schnellboots, mit dem er an den Operationen während des Russlandfeldzugs in der Rigaer Bucht und im Finnischen Meerbusen teilnahm. Nach einer weiteren Tätigkeit an der Marineschule als Kompaniechef wurde Schneider-Pungs im April 1943 Referent im Marineoberkommando Ost in Kiel und blieb dort bis zum Kriegsende.
Nach Kriegsende meldete sich Schneider-Pungs für den Dienst im Deutschen Minenräumdienst. Er geriet in den Verdacht, einer Widerstandsbewegung anzugehören, und wurde von der britischen Besatzungsmacht für ein halbes Jahr in Hamburg und Flensburg in Einzelhaft genommen.
Nach der Entlassung studierte er Veterinärmedizin an der Justus-Liebig-Hochschule für Bodenkultur und Veterinärmedizin. Er wurde 1952 approbiert und zum Dr. med. vet. promoviert. Anschließend war er Stadttierarzt in Leutkirch.
Am 1. April 1957 trat er als Korvettenkapitän in die neu gegründete Bundesmarine. In den folgenden Jahren war er vor allem in der Personalführung im Bundesministerium der Verteidigung eingesetzt. Zwischenzeitlich besuchte er das NATO Defence College in Paris. Zeitweilig war er Chef des Stabes beim Kommando der Schnellboote. Von Januar 1963 bis August 1966 war er, nunmehr als Flottillenadmiral, Kommandeur der Marineschule Mürwik. Anschließend kehrte er in das Bundesministerium der Verteidigung zurück und wurde als Konteradmiral stellvertretender Leiter der Personalabteilung. Von 1970 bis zum Eintritt 1973 war er Abteilungsleiter für Personal und Administration beim NATO-Hauptquartier Europa (SHAPE) in Mons.
Seinen Ruhestand verbrachte Schneider-Pungs meistens an seinem zweiten Wohnsitz in Südwestfrankreich, wo er am 22. September 2001 starb.

## Ehrungen
- 1973: Großes Verdienstkreuz der Bundesrepublik Deutschland[4]